# Astroboa globifera
Astroboa globifera is een slangster uit de familie Gorgonocephalidae.
De wetenschappelijke naam van de soort werd in 1902 gepubliceerd door Ludwig Döderlein.